# آیسیس هولت
ایسیس هولت (زاده ۳ ژوئیه ۲۰۰۱) یک ورزشکار پارالمپیک استرالیایی است که در مسابقات سرعت تی۳۵ شرکت می‌کند. او دچار بیماری فلج مغزی است. هولت در مسابقات جهانی پارا دو و میدانی ۲۰۱۵ و ۲۰۱۷ در دوی ۱۰۰ متر و ۲۰۰ متر مدال طلا گرفت. در پارالمپیک ریو ۲۰۱۶، او دو مدال نقره و یک مدال برنز و پارالمپیک ۲۰۲۰ توکیو، دو مدال نقره کسب کرد.

## زندگی شخصی
هولت در ۳ ژوئیه ۲۰۰۱ با فلج مغزی متولد شد که هر دو طرف بدن او را تحت تأثیر قرار داد. او در کالج متوسطه برانزویک تحصیل کرد. او قبلاً در دبیرستان گرامر دختران ملبورن شرکت کرده بود.

## دو و میدانی
هولت در سال ۲۰۱۴ دو و میدانی را آغاز کرد. در سال بعد، هنگامی که ۱۴ سال داشت، او در اولین رقابت بزرگ خارج از کشور خود، یعنی مسابقات جهانی دو و میدانی آی‌پی‌سی ۲۰۱۵ در دوحه، در دو ماده ۱۰۰ متر تی۳۵ زنان (رکورد جهانی ۱۳٫۶۳ (وزن: +۲٫۰)) و ۲۰۰ متر تی۳۵ (رکورد جهانی ۲۸٫۵۷ (وزن: +۱٫۵)) مدال طلا در زمان رکورد جهانی را کسب کرد (وزن: +۲٫۰). پیروزی هولت در ۱۰۰ متر تی۳۵ دوحه، برای تماشاچیان بسیار هیجان‌انگیز بود زیرا او با یک نوجوان با استعداد دیگر، یعنی ماریا لیل بریتانیایی، قهرمان اروپا و رکورددار سابق جهان مسابقه داد. در مسابقه بزرگ دو و میدانی آی‌پی‌سی در کانبرا در ۷ فوریه ۲۰۱۶، او رکورد جهانی ۲۰۰ متر تی۳۵ خود را با دویدن ۲۸٫۳۸ (وزن: ۰٫۲+) شکست. در مسابقات قهرمانی دو و میدانی استرالیا در سال ۲۰۱۶ در سیدنی، او رکوردهای جهانی را در قهرمانی در مسابقات ۱۰۰ متر و ۲۰۰ متر آمبولانس شکست.
در پارالمپیک ریو ۲۰۱۶، او مدال نقره ۱۰۰ متر تی۳۵ زنان و ۲۰۰ متر تی۲۵ زنان و یک مدال برنز در دو امدادی ۴ × ۱۰۰ متر تی۳۵–۳۸ زنان را به دست آورد.
در مسابقات جهانی پارا دو و میدانی ۲۰۱۷ در لندن، او مدال طلای ۱۰۰ متر تی۳۵ زنان و ۲۰۰ متر تی۳۵ زنان را به دست آورد. او در قهرمانی در ماده ۱۰۰ متر با زمان ۱۳٫۴۳ رکورد جهان را شکست. این بار رکورد جهانی را که قبلاً در اختیار داشت با ۰٫۱۴ ثانیه شکست با قهرمانی در ۱۰۰ متر و ۲۰۰ متر، هولت از عناوین قهرمانی در مسابقات جهانی ۲۰۱۵ دفاع کرد. دو هفته قبل از عزیمت به مسابقات جهانی، او به دلیل التهاب لوزه در بیمارستان بستری شد.
پس از پارالمپیک ریو، هولت به کوئینزلند نقل مکان کرد تا توسط پل پیرس مربیگری شود. او در بازی‌های کشورهای مشترک‌المنافع ۲۰۱۸ گلد کوست کوئینزلند، مدال طلای ۱۰۰ متر تی۳۵ زنان را به دست آورد.
در پارالمپیک ۲۰۲۰ توکیو، هولت در ماده ۱۰۰ متر تی۳۵ زنان در بهترین زمان شخصی ۱۳٫۱۳ مدال نقره را به دست آورد. او همچنین در دوی ۲۰۰ متر تی۳۵ زنان نقره گرفت و رکورد جدیدی در اقیانوسیه با دوی ۲۷٫۹۴ ثبت کرد.

## رکوردهای جهانی
| فاصله             | زمان              | مکان               | تاریخ         |
| ----------------- | ----------------- | ------------------ | ------------- |
| ۲۰۰ متر تی۳۵ زنان | ۲۹٫۴۹             | بریزبن             | ۲۹ مارس ۲۰۱۵  |
| ۱۰۰ متر تی۳۵ زنان | 13.63 (w: +۲٫۰)   | دوحه               | ۲۹ اکتبر ۲۰۱۵ |
| ۲۰۰ متر تی۳۵ زنان | 28.57 (w: +۱٫۵)   | دوحه               | ۲۴ اکتبر ۲۰۱۵ |
| ۲۰۰ متر تی۳۵ زنان | 28.38 (w: +۰٫۲)   | کانبرا             | ۷ فوریه ۲۰۱۶  |
| ۱۰۰ متر تی۳۵ زنان | 13.57 (w: -۰٫۸)   | سیدنی              | ۱ آوریل ۲۰۱۶  |
| ۲۰۰ متر تی۳۵ زنان | ۲۸٫۳۰ (وزن: ۱٫۱+) | سیدنی              | ۳ آوریل ۲۰۱۶  |
| ۱۰۰ متر تی۳۵ زنان | ۱۳٫۴۳ (+۰٫۹)      | لندن               | ۱۹ جولای 2017 |
| ۱۰۰ متر تی۳۵ زنان | ۱۳٫۳۷ (+۰٫۸)      | گلدکوست، کوئینزلند | ۱۷ فوریه ۲۰۱۷ |
| ۱۰۰ متر تی۳۵ زنان | ۱۳٫۳۶ (+۰٫۵)      | سیدنی              | ۱۷ مارس ۲۰۱۸  |

فلسفه او این است که «توانایی من از ناتوانی من بزرگتر است.» نیک وال در ملبورن برای پارالمپیک ریو ۲۰۱۶ و همچنین پل پیرس در بریزبن برای پارالمپیک ۲۰۲۰ توکیو مربی او بودند.
در نوامبر ۲۰۲۲، هولت بازنشستگی خود را برای دنبال کردن حرفه‌ای در روان‌شناسی اعلام کرد.

## شناخته شده برای
- ورزشکار سال ۲۰۱۵ نوجوانان ویکتوریا[۲۸]
- بانوی پارا ورزشکار سال ۲۰۱۵ دو و میدانی استرالیا[۲۹]
- بانوی پارا ورزشکار سال ۲۰۱۶ دو و میدانی استرالیا[۳۰]
- جوایز ورزش و تفریح ناتوانی ویکتوریایی ۲۰۱۷ – بانوی ورزشکار سال دانشگاه دیکین[۳۱]
- جایزه جوانان مؤسسه ورزش ویکتوریا۲ایکس‌یو ۲۰۱۷[۳۲]
- پارا ورزشکار زن سال ۲۰۱۷ دو و میدانی استرالیا[۳۳]